# Muhammad Ali al-Abid

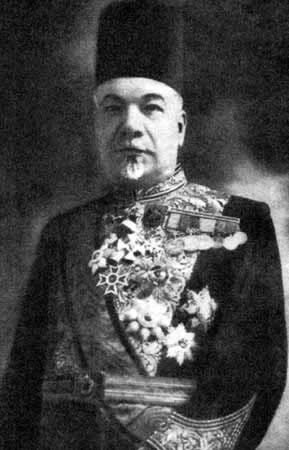
Muhammad Ali al-Abid

Muhammad Ali al-Abid (arabisch محمد علي العابد, DMG Muḥammad ʿAlī al-ʿĀbid; * 1867 in Damaskus, Vilâyet Syrien; † 22. Oktober 1939 in Rom, Königreich Italien) war ein osmanischer und syrischer Politiker sowie Rechtsgelehrter.

## Leben
Muhammad Ali al-Abid wurde im damals noch osmanischen Damaskus geboren. Sein Vater hieß Ahmad Izzat al-Abid. Muhammad erhielt seine Grundschulausbildung in Damaskus und seine Sekundärschulbildung in Beirut respektive Istanbul, wo er das Galatasaray-Gymnasium besuchte. Später studierte er islamisches Rechtswesen in Paris.
1908 wurde er Botschafter des Osmanischen Reiches in den Vereinigten Staaten. Als Frankreich das Völkerbundmandat für Syrien und Libanon erhielt, wurde er 1922 von General Henri Gouraud zum Finanzminister des syrischen Mandatsgebiets ernannt.
Am 11. Juni 1932 wurde al-Abid vom nationalistischen syrischen Parlament zum ersten Präsidenten der Syrischen Republik gewählt, nachdem das Land Autonomie von Frankreich erhielt. Dabei war er Kandidat des Nationalen Blocks. Er blieb dies über vier Jahre bis zum 21. Dezember 1936.
Al-Abid war Sunnit und mit Zahra al-Yusuf verheiratet. Er sprach fließend Arabisch, Französisch und Türkisch und war ein begeisterter Anhänger französischer Literatur. Er hatte auch Kenntnisse in Persisch.